# Dmitri Gouriev
Pour les articles homonymes, voir Gouriev.
Le comte Dmitri Aleksandrovitch Gouriev (Saint-Pétersbourg, 7 janvier 1758-30 septembre 1825) est un homme politique russe. Il est ministre des finances du 1er janvier 1810 au 22 avril 1823. 
Grâce à sa recette La Gourievskaïa Kacha (dessert à base de céréales) et d'autres kachas, comme la bouillie aux raisins, il enrichit la gastronomie russe. 

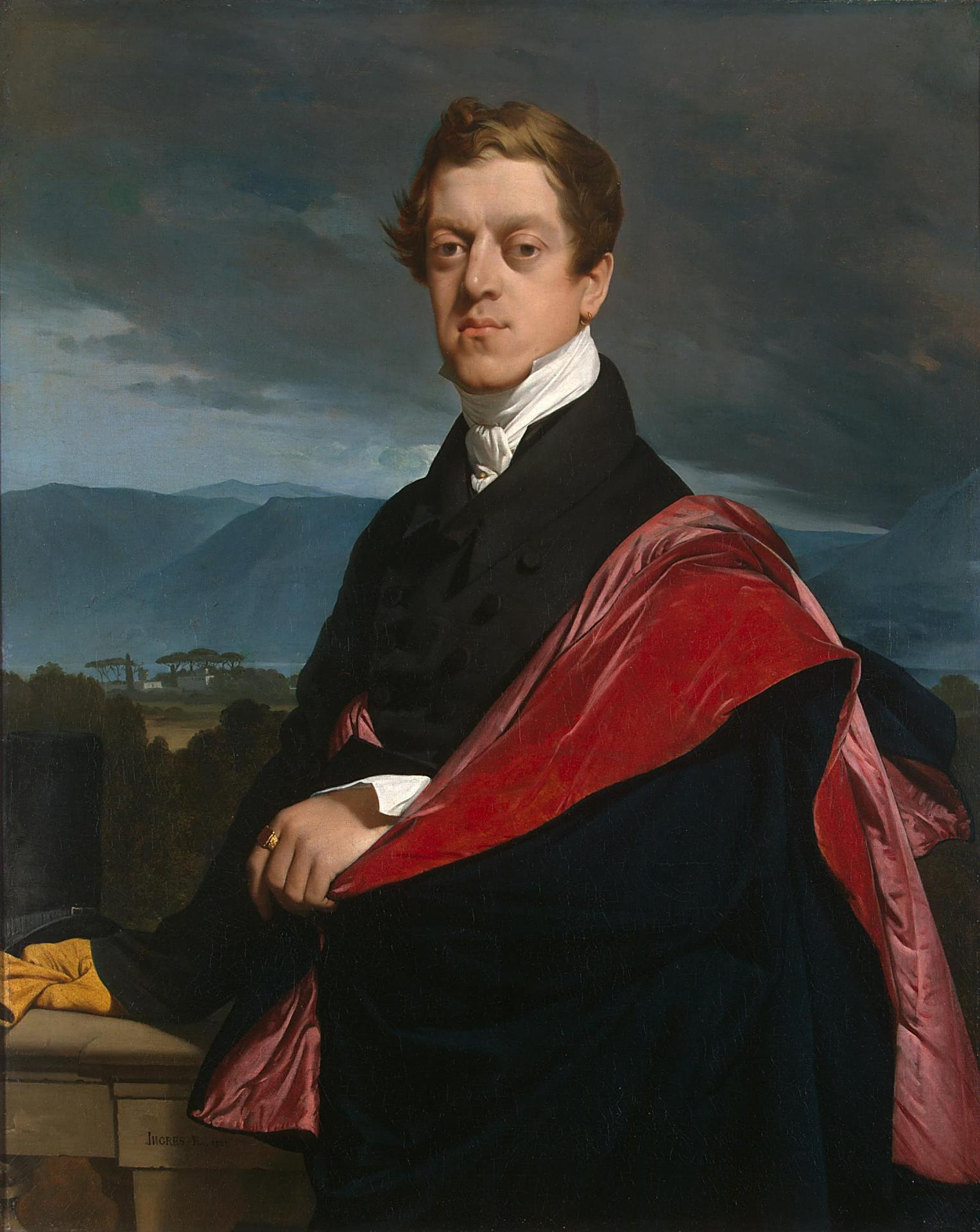
Le Comte Nikolaï Dmitrievitch Gouriev
Ingres, 1821
Saint-Pétersbourg, musée de l'Ermitage

Son fils Le Comte Nikolaï Dmitrievitch Gouriev fut représenté par Ingres lors de son séjour à Florence. Le tableau est conservé au Musée de l'Ermitage.